# Okręg miejski Agona West
Dystrykt Agona jest dystryktem we wschodniej części Regionu Centralnego w Ghanie, ze stolicą w Agona Swedru.